# Back at Your Ass for the Nine-4
Back at Your Ass for the Nine-4 é o sexto álbum de estúdio do grupo de hip hop 2 Live Crew. Foi lançado em 8 de fevereiro de 1994 pela  Luke Records e foi produzido por Mike Fresh, DJ Slice, Professor Griff, DJ Spin Felix Sama & DJ Laz. O álbum teve sucesso moderado, alcançando o número 52 da parada Billboard 200 e número 9 da parada Top R&B/Hip-Hop Albums. Os dois singles que entraram nas paradas foram "Hell, Yeah" e "You Go Girl" que também tiveram vídeos para a TV. Neste álbum o grupo é chamado de The New 2 Live Crew com Brother Marquis e Mr. Mixx deixando o grupo. O grupo neste álbum era formado por Fresh Kid Ice, Luke e um novo membro, Verb. É o último álbum do 2 Live Crew com Luke como membro.

## Lista de faixas
| N.º            | Título                         | Duração |  |
| 1.             | "Intro"                        | 0:52    |  |
| 2.             | "Dem a Talk"                   | 3:53    |  |
| 3.             | "Sex...Sex"                    | 0:18    |  |
| 4.             | "Hell, Yeah"                   | 3:38    |  |
| 5.             | "Ohhh"                         | 0:18    |  |
| 6.             | "Pussy and Dick Thing"         | 4:00    |  |
| 7.             | "You Go Girl"                  | 4:23    |  |
| 8.             | "Joke's on You"                | 0:30    |  |
| 9.             | "2 Live Freestyle"             | 3:06    |  |
| 10.            | "We Want Some Pussy II"        | 3:00    |  |
| 11.            | "Show Him"                     | 0:16    |  |
| 12.            | "The Initiation"               | 4:23    |  |
| 13.            | "Fuck Nigga"                   | 3:13    |  |
| 14.            | "Suck Good Dick"               | 0:21    |  |
| 15.            | "Suck My Dick"                 | 4:47    |  |
| 16.            | "Fuck 'Em" (Intro)             | 0:07    |  |
| 17.            | "Fuck 'Em"                     | 3:59    |  |
| 18.            | "Work It"                      | 0:41    |  |
| 19.            | "Work That Pussy"              | 3:40    |  |
| 20.            | "Pigs Fuckin"                  | 0:16    |  |
| 21.            | "Capt. Dick and Dolemite"      | 4:21    |  |
| 22.            | "Drop Your Draws"              | 0:27    |  |
| 23.            | "The Trick"                    | 4:24    |  |
| 24.            | "Mega Mix"                     | 4:53    |  |
| 25.            | "Yeah, Yeah" (DJ Spin Version) | 3:38    |  |
| Duração total: | Duração total:                 | 1:00:12 |  |

## Músicos
- Luther Campbell - performer, produtor executivo
- Christopher Wong Won - performer
- Larry Dobson - performer
- Gustavo Afont - baixo (faixas: 7, 10)
- Richard Griffin - programação (faixas: 2, 12, 23)
- Michael "Mike Fresh" McCray - programação (faixas: 4, 15)
- Anthony Walker - programação (faixas: 6, 7, 9, 13, 17, 21)
- Felix Sama - programming (tracks: 19, 24)
- Darren "DJ Spin" Rudnick - programação (faixa 19), Mixagem (faixas: 25, 26)
- Lazaro Mendez - programação (faixa 24)
- Eddie Miller - Engenheiro de mixagem
- Ted Stein - mixagem
- Tommy Afont - mixagem
- Anthony Mizell - design
- Ron Alston - fotografia
- Rudy Ray Moore - voz (faixas: 1, 3, 5, 14, 18, 21, 22)
- Louis "Don Ugly" Howard - vocais adicionais (faixa 2)
- Likkle Wicked - vocais adicionais (faixa 2)
- Live - vocais adicionais (faixa 7)
- Phat-Daddy - vocais adicionais (faixa 9)